# Hajdúsági torma
L'Hajdúsági torma è una denominazione che designa le radici delle varietà regionali di Armoracia rusticana, selezionate nella contea di Hajdú-Bihar, in Ungheria.
Dal ottobre 2009, a livello europeo, la denominazione Hajdúsági torma è stata riconosciuta denominazione di origine protetta (DOP).

## Zona geografica
La zona di produzione comprende i seguenti comuni: Debrecen (Debrecen-Haláp, Debrecen-Bánk), Létavértes, Újléta, Kokad, Álmosd, Bagamér, Vámospércs Hosszúpályi, Monostorpályi, Nyírábrány, Nyíracsád, Nyírmártonfalva, Nyíradony.

## Caratteristiche
Le varietà di rafano Hajdúsági torma hanno caratteristiche distintive: le sue foglie sono spesse di colore verde scuro, e il rizoma diritto e di forma cilindrica è di colore marrone chiaro con la polpa bianca. Il gusto non è mai ligneo ed il suo sapore è piccante e, per analogia con la paprica dolce, detta «nobile», è definito «piccante nobile».

## Commercializzazione
I prodotti destinati alla commercializzazione sono selezionati in quattro categorie (I, II, III e IV) e imballati respettivamente in sacchi verdi, rossi, gialli e verdi. Da notare che il contenuto di qualità nutrizionali delle varie categorie è identico e che la sola differenza riguarda l'aspetto del prodotto.